# Tom Clancy's Splinter Cell: Conviction
Tom Clancy's Splinter Cell: Conviction est un jeu vidéo d'infiltration développé par Ubisoft Montréal et édité par Ubisoft, sorti le 15 avril 2010 sur Xbox 360, Windows, Android et iOS.

## Trame
Sam Fisher est un ex-agent secret qui travaillait pour une branche spéciale de la NSA : Échelon 3. Après avoir perdu sa fille, Sarah, dans un accident de voiture, Sam infiltra une organisation terroriste en tant qu'agent double. Cela se termina mal : malgré la dissolution de l'organisation et l'élimination du chef par Sam, ce dernier fut traqué par le gouvernement américain.
Depuis quelques années, Sam fait cavalier seul, bien déterminé à retrouver l'assassin de son enfant. Ce qui le mène à la capitale du pays qui l'a abusé : Washington, D.C.. Son enquête personnelle lui fait découvrir un complot qui menace directement la présidente des États-Unis, Patricia Caldwell. Sam doit renouer avec Grim et faire appel à un ancien ami Victor qu'il considère comme un frère pour sauver ce pays qui lui a demandé le sacrifice de trop et découvrir la véritable histoire qu'on lui a cachée depuis tant d'années derrière la mort de Sarah.

## Système de jeu

### Système de jeu
Splinter Cell: Conviction veut se détacher du gameplay très furtif des précédents épisodes pour quelque chose de plus dynamique, rapide et violent, correspondant au tempérament de Sam dans cet épisode :
Ancien commando de marine du très redoutable Naval Special Warfare Development Group, Sam est rompu aux techniques d'engagement de combat au corps à corps tels que le Krav-maga et le Close Combat. Il peut donc engager ses ennemis au combat rapproché de manière efficace, rapide, brutale et très souvent létale.
Cette dernière façon de jouer récompense le joueur d'un "Marquer-Exécuter". Il consiste à marquer au préalable plusieurs cibles, en un maximum de 4 marquages (ennemis ou objets tels que des lampes, mines ou encore extincteurs), puis les exécuter rapidement de façon spectaculaire. Cette fonctionnalité est cependant limitée par la distance et la quantité de cibles pouvant être marquées qui dépend de l'arme utilisée.
La « dernière position connue » est une autre fonctionnalité nouvelle du jeu qui permet de visualiser à quel endroit Sam a été vu par l'IA pour la dernière fois. Une silhouette de Sam s'affiche automatiquement lorsqu'il est hors de vue des ennemis (à ce propos, Sam peut toujours se cacher dans l'obscurité, mécanique récurrente des jeux Splinter Cell), indiquant la position vers laquelle ces derniers vont se concentrer.
Le jeu emprunte un système d'expérience propre aux derniers jeux Rainbow Six : la Persistent Elite Creation. Des défis, une fois accomplis récompensent le joueur de points qu'il pourra utiliser afin de débloquer des améliorations d'armes et de gadgets, des tenues et équipements pour le mode multijoueur.
Sam étant fugitif, il ne dispose pas de tous ses anciens équipements de pointe que le gouvernement américain lui procurait, du moins au début du jeu. Il utilise par exemple un fragment de rétroviseur en guise de câble optique pour regarder par-dessous les portes. Plus tard dans la progression de l'histoire, il disposera d'un équipement plus sophistiqué comme les grenades IEM qui peuvent désactiver temporairement les objets électroniques ou encore les lunettes sonar (ressemblant beaucoup à ses anciennes lunettes de vision nocturne) qui permettent de voir à travers les murs.
Les objectifs s'intègrent dans le décor du jeu en s'affichant en temps réel sur les surfaces de l'environnement, comme s'ils étaient projetés.

### Multijoueur
Le mode multijoueur à 2 joueurs reprend le gameplay du solo et est souvent coopératif en se détachant là encore du mode versus traditionnel entre espions et mercenaires.

#### «Prologue»
« Prologue » est le nom de la campagne en mode coopération en référence à sa disposition chronologique par rapport à l'histoire de Sam Fisher dans le jeu (solo).
Dans ce mode, l'un des deux joueurs joue Archer et l'autre, Kestrel. En effet, le scénario fait que leurs deux agences travaillent ensemble pour récupérer des ogives russes volées. En plus des éléments du gameplay en solo, il sera possible de marquer des ennemis et de les exécuter à deux ou de se partager les rôles. Aussi, si l'un des joueurs tombe, l'autre pourra le réanimer. Les joueurs risquent de se faire attraper par l'ennemi, pris en otage pour que l'autre le libère.

#### «Opérations Spéciales»
«Opérations Spéciales» est un ensemble de 4 modes - et 1 mode qui se trouve sur UPlay - de jeu se déroulant sur les 4 niveaux du « Prologue » et 2 autres spécialement créés pour ces modes :
- Chasseur est un mode où il faut tuer tous les ennemis dans une zone (équivalent de la « chasse aux terroristes » de Rainbow Six). Si les joueurs ne sont pas assez discrets, des renforts arrivent, rendant la tâche plus difficile.
- Face Off est un mode compétitif où les deux joueurs s'affrontent parmi les IA ennemies.
- Dernier Survivant est un mode où le ou les joueurs doivent défendre un certain objectif contre une vague d'ennemis.
- Coopération est le mode principal de la coopération. 4 missions vous sont proposées. Jouez

Ces missions avec un ami ou autre en ligne, ou tout simplement connectez une autre manette sur la même console permettant de jouer en écran-splitté - ce qui est rare de nos jours. On peut également acheter une extension contenant des maps supplémentaires, s'intitulant Opérations Confidentielles : Insurgency.
- Infiltration est une variante furtive de « Chasseur » où les joueurs doivent éliminer tous les ennemis sans se faire repérer (le mode est réservé à certaines versions précommandées ou en téléchargement via le service UPlay)[4].

## Réalisation
Le moteur du jeu est la version 2.5 de l'Unreal Engine qui fut utilisée dans les deux derniers Splinter Cell, mais complètement remaniée et rebaptisée LEAD par les développeurs. Les améliorations comprennent le HDR[Lequel ?], une gestion plus puissante de l'environnement (objets et personnages) et l'occlusion de l'ambiance sonore.
Sur Xbox 360, le jeu fonctionne à une résolution native de 1024x576 avec 2 anticrénelages par multisampling.

## Développement
En mai 2007, les premières images sont parues. Elles montraient un Sam barbu et aux cheveux longs, en train de culbuter des tables et des chaises dans un restaurant pour se débarrasser de ses poursuivants, ou encore dans un parc essayant de se faufiler dans la foule pour échapper à ses ennemis (un gameplay qui n'est pas sans rappeler Assassin's Creed du même studio). La grande nouveauté annoncée de cet opus était alors la grande interactivité entre Sam et l'environnement extérieur. Tous les objets à portée du joueur seront utilisables afin de se débarrasser de ses poursuivants et il sera même possible de barricader une porte. Même si Sam ne possède pas son équipement habituel, il lui sera possible de voler les armes des policiers à terre ou d'aller en acheter au marché noir.
Tout ceci a bien changé. En effet, le jeu présenté aux UbiDays de 2007 avait été très décrié par les fans, c'est pour cela que le développement a été repris à zéro. C'est lors de l'E3 de juin 2009 qu'une nouvelle vidéo a été dévoilée. Celle-ci montrait une direction artistique bien changée, comme l'avait dit Chris Easton, directeur de la communauté Ubisoft, en septembre 2008. On se retrouve ainsi avec le gameplay actuel, et un Sam qui a l'air plus dynamique.
Splinter Cell: Conviction est l'un des trois premiers jeux à bénéficier du service UPlay avec Assassin's Creed II et RUSE.
Une démo jouable est sortie sur le Xbox Live le 18 mars 2010.
Splinter Cell: Conviction sur PC aura, comme Assassin's Creed II et Silent Hunter 5 avant lui sur la même plate-forme, un système de service (et de sécurité) en ligne déjà très controversé (pour sa nécessité d'une connexion à internet permanente, même pour le mode solo).
Cette protection fut assouplie le 4 janvier 2011 par Ubisoft, la connexion internet étant uniquement requise au lancement du jeu et plus durant l'intégralité de la partie.
La bande annonce de lancement a pour musique de fond God's Gonna Cut You Down de Johnny Cash.
Ubisoft a fait appel à Thierry Cimkauskas, expert international en Krav Maga pour réaliser les techniques de combat du jeu.

## Distribution
- Sam Fisher : Michael Ironside (VO) / Daniel Beretta (VF)
- Anna Grimsdottir : Claudia Besso (VO) / Nathalie Homs (VF)
- Victor Coste : Howard Siegel (VO) / Patrick Borg (VF)
- Andriy Kobin : Elias Toufexis (VO) / Emmanuel Karsen (VF)
- Tom Reed : James A. Woods (en) (VO) / Bernard Bollet (VF)
- Lucius Galliard : Tyrone Benskin (VO) / Benoît Allemane (VF)
- Patricia Caldwell : Lynne Adams (VO) / Christine Paris (VF)
- Irving Lambert : Don Jordan (VO) / Antoine Tomé (VF)
- John Drake Archer : Edward Yankie (VO) / Damien Boisseau (VF)
- Mikahil Loskov Kestrel : Alex Ivanovici (VO) / Boris Rehlinger (VF)

## Jeu sur mobile
Des jeux sur mobile, qui reprennent la trame de l'opus, ont été distribués sur iOS, Android, Bada et Windows Phone 7